# Jamma nich
Jamma nich ist das vierte Studioalbum von Nena. Es wurde am 14. April 1997 veröffentlicht.

## Hintergrund
Für das Album arbeitete Nena mit Annette und Inga Humpe zusammen. An den Texten schrieb Luci van Org mit, beim Titelsong auch Joachim Witt, bei Amerika auch Annette Humpe.

## Rezeption
Auf der Webseite Allmusic.com vergab Alan Severa drei von fünf Sternen. Er schrieb, das Album mit einem „Gipfeltreffen“ des deutschen Pops sei ein „einzigartiger, teilweiser Abschied“ in ihrem Katalog, der einige Songs enthalte, die Hits hätten werden können.

## Titelliste
| #  | Titel                          | Autor(en)                                              | Produzent(en) | Länge |
| -- | ------------------------------ | ------------------------------------------------------ | ------------- | ----- |
| 1  | Ganz gelassen                  | Nena Kerner, Annette Humpe, Luci van Org, Philipp Palm | Armand Volker | 4:21  |
| 2  | Alles was du willst            | Nena Kerner, Annette Humpe, Luci van Org, Inga Humpe   | Armand Volker | 3:30  |
| 3  | Jamma nich                     | Nena Kerner, Annette Humpe, Joachim Witt               | Armand Volker | 4:14  |
| 4  | Es wird immer wieder gut       | Nena Kerner, Annette Humpe, Luci van Org               | Armand Volker | 3:39  |
| 5  | Kaputt                         | Nena Kerner, Annette Humpe, Luci van Org               | Armand Volker | 3:34  |
| 6  | Na und?                        | Nena Kerner, Luci van Org, Philipp Palm                | Armand Volker | 3:03  |
| 7  | Es gibt so viele Möglichkeiten | Nena Kerner, Annette Humpe, Luci van Org               | Armand Volker | 4:14  |
| 8  | Einmal ist keinmal             | Nena Kerner, Annette Humpe, Luci van Org               | Armand Volker | 3:58  |
| 9  | Auf dich und auf mich          | Nena Kerner, Luci van Org                              | Armand Volker | 4:32  |
| 10 | Amerika                        | Nena Kerner, Annette Humpe, Ralf Hartmann              | Armand Volker | 3:25  |
| 11 | Lass los                       | Nena Kerner, Rolf Brendel, Annette Humpe               | Armand Volker | 5:25  |

## Chartplatzierungen

### Album
| ChartsChartplatzierungen | Höchstplatzierung | Wochen |
| ------------------------ | ----------------- | ------ |
| Deutschland (GfK)        | 29 (10 Wo.)       | 10     |

### Singles
| Jahr | Titel         | Höchstplatzierung, Gesamtwochen, AuszeichnungChartsChartplatzierungen (Jahr, Titel, , Platzierungen, Wochen, Auszeichnungen, Anmerkungen) | Anmerkungen                         |
| Jahr | Titel         | DE | Anmerkungen                         |
| ---- | ------------- | --- | ----------------------------------- |
| 1997 | Ganz gelassen | DE75 (7 Wo.)DE | Erstveröffentlichung: 10. März 1997 |